# Streng verboten!
Streng verboten! – album niemieckiego rapera G-Hot. Na płycie możemy usłyszeć wielu gości.
1. Intro
2. Streng Verboten
3. Multitalente
4. Ganoven
5. GMSIP
6. Perfekt
7. Bitch im Club
8. Sammelvan
9. Kehle
10. Rodeo
11. Illegal
12. Achtung Achtung !!!
13. Ziegenmann
14. Nutte will kommen
15. Spaß muss sein
16. Best
17. Stampft ihn Kaputt
18. Schnaps ist die Sucht
19. Neue Frauen
20. Ein Haus
21. Mein bester Freund
22. Wenn die Türen sich schließen